# Carlos Rodríguez (meksykański piłkarz)
Carlos Alberto „Charly” Rodríguez Gómez (ur. 3 stycznia 1997 w San Nicolás de los Garza) – meksykański piłkarz występujący na pozycji środkowego pomocnika, reprezentant Meksyku, od 2022 roku zawodnik Cruz Azul.